# Calpurnus verrucosus

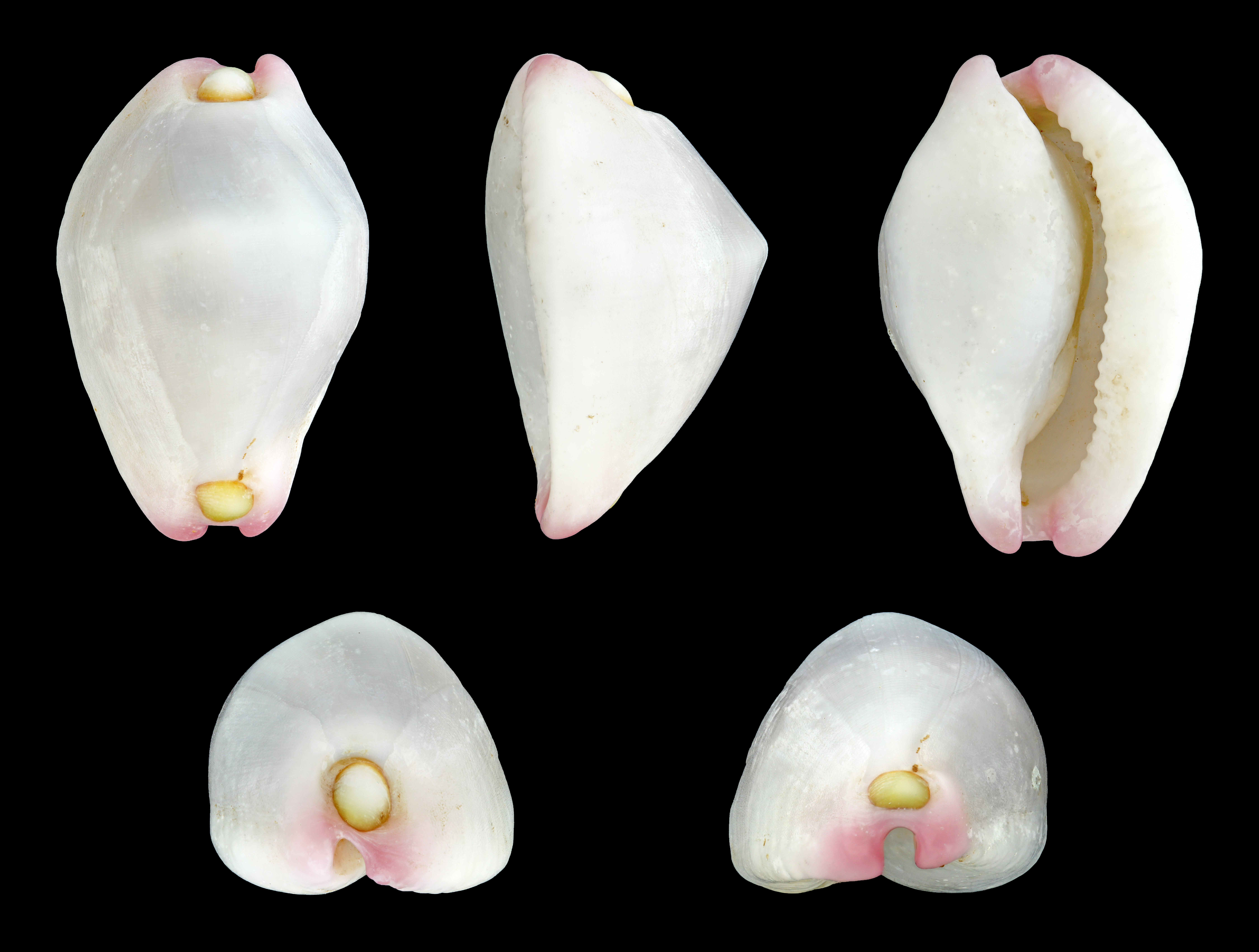
Calpurnus verrucosus

Calpurnus verrucosus is een slakkensoort uit de familie Ovulidae. De wetenschappelijke naam werd gepubliceerd in 1758 door Carl Linnaeus in de tiende editie van Systema naturae.